# Pêche du poisson rouge à l'épuisette

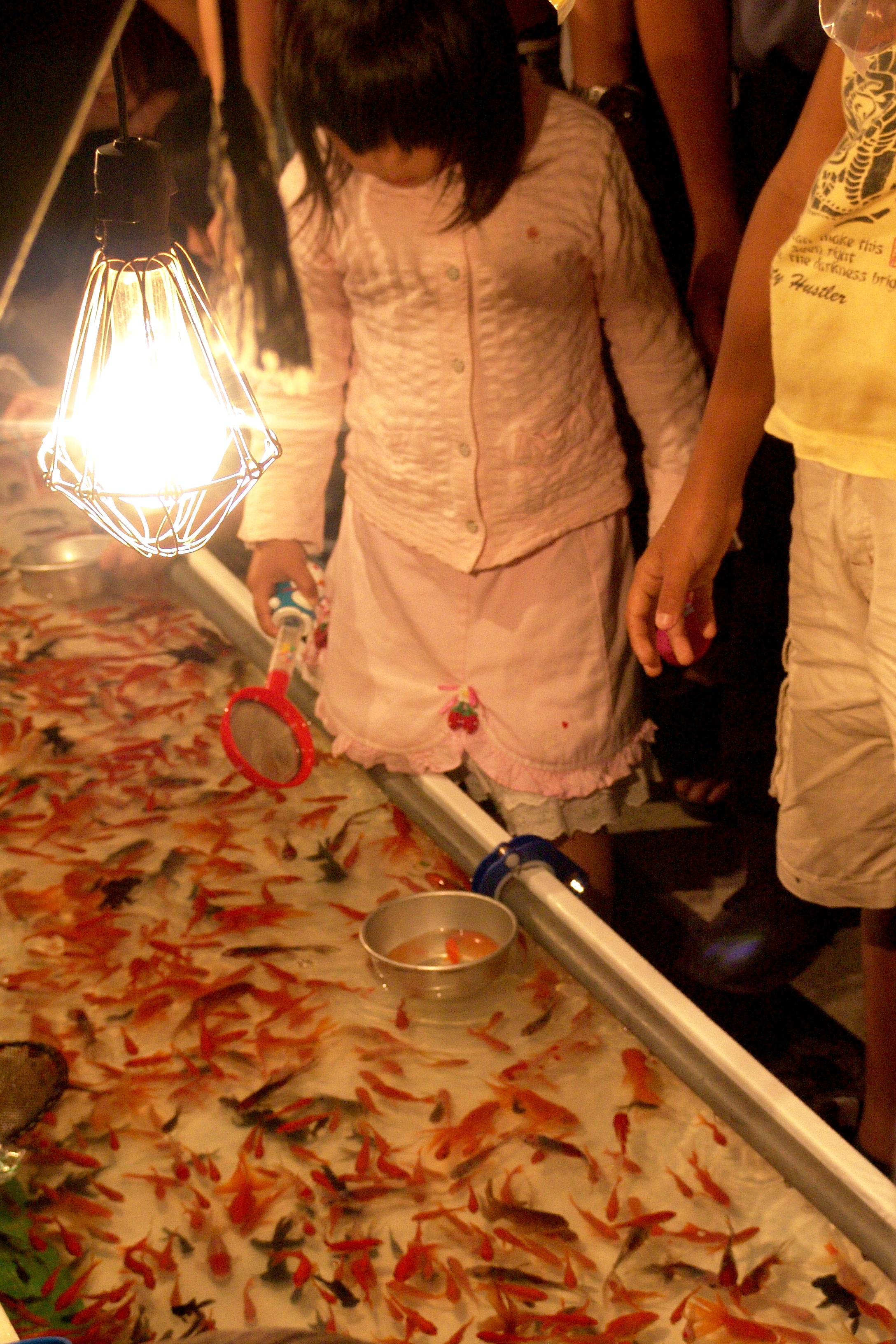
Fillette visant un poisson rouge durant le festival de Shiroishi-jinja.

La pêche du poisson rouge à l'épuisette (金魚すくい, 金魚掬い, kingyo-sukui) est un jeu traditionnel japonais dans lequel un joueur attrape un poisson rouge avec une épuisette spéciale ; on situe l’origine de ce jeu aux alentours de 1810, à la fin de la période Edo. Kingyo veut dire « poisson rouge », et sukui signifie « pêcher à l'épuisette ».
Durant la période estivale, les fêtes ayant lieu au Japon consacrent habituellement un stand à cette activité très populaire auprès des enfants, et maintenant même les adultes y prennent plaisir.
Le but est de s'amuser, mais il existe aujourd'hui au Japon, depuis 1995, un « concours national de pêche du poisson rouge à l'épuisette ».

## Règlements
Chaque personne joue individuellement. La règle de base est que le joueur doit pêcher ses poissons rouges au moyen d’une sorte d'épuisette plate appelée poi et les amener à un bol à l’aide de cet instrument. À l’origine, ces épuisettes étaient faites d’un filet, mais à partir d’environ 1910 (durant l'ère Taishō) elles furent remplacées par celles en papier. Ce jeu nécessite de la prudence et de la rapidité, car le poi peut se déchirer facilement. La partie se termine lorsque le poi est complètement brisé. Dans l’éventualité où seulement une partie du poi est déchirée, le joueur peut quand même continuer à jouer tant qu’au moins une partie de l’épuisette reste intacte.
Durant les festivals d'été, le jeu n'est pas une compétition. La participation coûte généralement autour de 100 yens et les joueurs peuvent rapporter les poissons pêchés chez eux. De plus, le nombre de prises qu’il est possible d’attraper par partie est illimité ; tant que le joueur n’a pas brisé son poi, il peut continuer à pêcher comme bon lui semble. Toutefois, si la personne ne réussit pas à prendre un seul poisson, le commerçant peut être assez gentil pour lui en donner au moins deux.
Les stands sont libres de fixer leurs propres particularités, même s’ils évitent de trop bouleverser les règles de base de cette activité. Par exemple, certains stands pourraient proposer des poi plus résistants moyennant une somme supplémentaire et d’autres peuvent remettre un prix à quelqu’un qui attraperait beaucoup de poissons. De plus, dans certaines variantes du jeu, des médakas sont ajoutés parmi les autres poissons ; ils sont plus rapides et difficiles à attraper. Habituellement, le ratio est de quatre poissons rouges pour un médaka et, dans le même ordre d’idée, si une personne attrape un médaka cela est compté comme quatre poissons rouges. À noter que, parfois, des balles rebondissantes remplacent les poissons rouges.

## Lespoiet les sacs
Les poi (ポイ, poi) sont formés d'un anneau de plastique rond monté sur une poignée, avec du papier tendu sur l'anneau, qui se déchire donc facilement :  

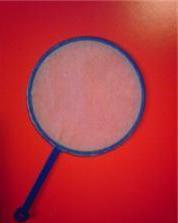
Un poi tout neuf.
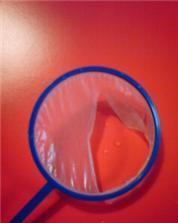
Un poi partiellement déchiré.
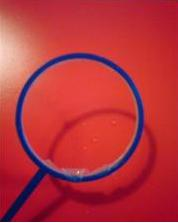
Un poi totalement déchiré.

Une fois le poisson attrapé grâce au poi et au bol, il est placé dans un sac spécial : 

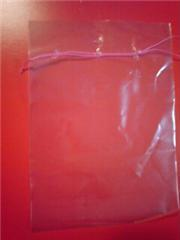
Un sac neuf.
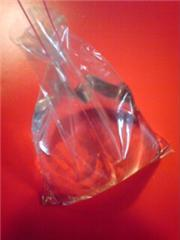
Un sac rempli d'eau.

## Source
- (en) Cet article est partiellement ou en totalité issu de l’article de Wikipédia en anglais intitulé « Goldfish scooping » (voir la liste des auteurs).